# Diochlistus hackeri
Diochlistus hackeri är en tvåvingeart som beskrevs av Paramonov 1950. Diochlistus hackeri ingår i släktet Diochlistus och familjen Mydidae. Inga underarter finns listade i Catalogue of Life.